# اسفهرود
روستایِ اِسفَهرود، روستایی است در دهستان باقران از توابع بخش مرکزی شهرستان بیرجند، واقع در استان خراسان جنوبی که بر اساس سرشماری سال ۱۳۸۵ مرکز آمار ایران، جمعیت آن بالغ بر ۱۹۲ نفر (۶۸ خانوار) بوده‌است.

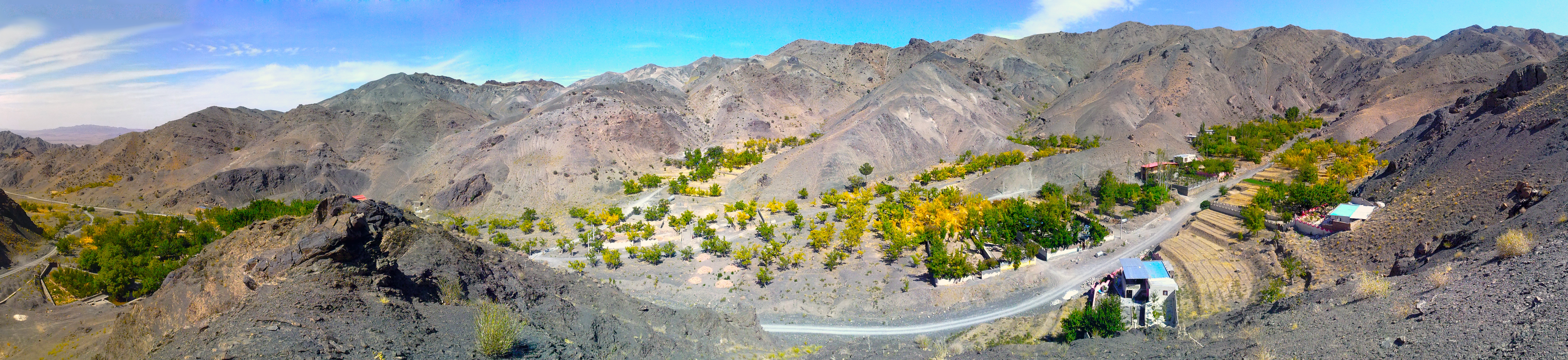